# Givarlais
 Givarlais  là một xã ở tỉnh Allier thuộc miền trung nước Pháp.